# Союз польских писателей
Союз польских писателей, собственно Союз польских литераторов (пол. Związek Literatów Polskich, ZLP) — творческий союз писателей Польши, объединение прозаиков, поэтов, драматургов, эссеистов, литературных критиков, литературоведов и переводчиков.
Правление и администрация Союза писателей Польши располагаются в Варшаве по адресу улица Краковское предместье 87/89. Современно действуют отделения союза в Варшаве, Вроцлаве, Жешуве, Зелёна-Гуре, Кракове, Люблине, Ольштыне, Познани и Щецине.

## История
Союз польских писателей под своим нынешним названием и на современных основаниях действует с 1949 года, когда на IV Съезде Польских Литераторов в Щецине по образцу советских творческих союзов реорганизовали Профессиональный союз польских литераторов (пол. Związek Zawodowy Literatów Polskich, ZZLP), основанный в 1920 году по инициативы Стефана Жеромского, реактивируемый в сентябре 1944 в освобожденном от гитлеровской оккупации Люблине.

## Председатели
- 1949—1956 Леон Кручковский
- 1956—1959 Антони Слонимский
- 1959—1980 Ярослав Ивашкевич
- 1980—1983 Ян Юзеф Щепаньский
- 1983—1986 Халина Аудерская
- 1986—1989 Войцех Жукровский
- 1989—2003 Пётр Кунцевич
- с 2003 Марек Вавжкевич